# If It Wasn't For The Nights
«If It Wasn't For The Nights» (Si no fuera por las noches) es una canción interpretada por el grupo sueco ABBA.

## La canción
Fue escrita por Benny y Björn y se grabó el 4 de noviembre de 1978 en los estudios de Polar Music. Su primer título fue Pandemónium y está incluido en el álbum Voulez-Vous como la pista número 7. La canción habla sobre como una persona si no fuera por las noches podría olvidar a su expareja.
La canción se convirtió en un éxito en Japón llegando a la posición 18 y sería la canción que Abba daría a la UNICEF, pero cuando finalmente Chiquitita se terminó, fueron dejado de lado los planes. If It Wasn't For The Nights se convirtió en solo una pista del álbum.
Comúnmente era interpretada por el grupo en sus tours de 1979 y de 1980.

## Lovers (Live a Little Longer)
Lovers (Live a Little Longer) (Amantes (viven un poco más)) se convirtió en el lado B de este sencillo. Fue escrita por Björn y Benny, siendo grabada el 13 de marzo de 1978 en los estudios de Polar Music, y su primer título fue Horn Per. La canción habla de que en un reciente estudio científico se ha demostrado que el amor es un factor en la longevidad. Este tema viene incluido en el álbum Voulez-Vous como la pista número 9.

## El vídeo
If It Wasn't For The Nights al igual que Chiquitita no tuvieron un vídeo a medida y en ambos casos se utilizó el vídeo hecho en un especial. La diferencia es que el vídeo de  If It Wasn't For The Nights no es oficial ya que se utiliza la presentación del especial de Navidad de Mike Yarwood Show.

## Posicionamiento
| Lista                              | Posición |
| ---------------------------------- | -------- |
| Japón Top 100 Oricon Singles Chart | 1        |